# Controversie bioetiche sulla ricerca clinica
Esistono molte dichiarazioni e linee guida nel campo della ricerca clinica.
In particolare sono particolarmente rilevanti le seguenti:
- Dichiarazione di Helsinki
- Belmont Report
- Nuffield Council on Bioethics
- CIOMS
- Good Clinical Practice

le controversie principali per quanto riguarda la sperimentazione clinica (clinical trials) riguardano le posizioni su:
- Best current treatment
- Placebo
- Disponibilità del farmaco dopo il termine dello studio clinico (therapy available after the end of the trial)

## Best current treatment (miglior trattamento disponibile)
Esiste un dibattito molto importante sullo standard delle cure che debbano essere fornite ai partecipanti le ricerche svolte nei paesi in via di sviluppo. In pratica ci si chiede se il gruppo di controllo (una volta uscito dalla sperimentazione) debba ottenere il miglior trattamento disponibile) (universal standard of care) oppure il trattamento disponibile in accordo al contesto locale o regionale (non universal standard of care).
- Nella Dichiarazione di Helsinki si sostiene che debbano ricevere lo stesso trattamento che otterrebbero nei paesi ricchi (universal standard of care).
- Nel CIOMS 2002 si ritiene che ciò non sia possibile nei seguenti casi:
  - Se si vuole comparare un nuovo trattamento con un trattamento disponibile in quel contesto.
  - Se si vuole perfezionare un trattamento disponibile localmente
  - Viene specificato che lo standard delle cure debba essere definito in consultazioni con coloro che lavorano nella nazione e debba essere giustificato da un comitato etico: viene anche segnalato (cosa ovvia) come i comitati etici locali diventino via via più simpatetici all'uso di standard regionali e locali, come comparatori.

## Utilizzo del placebo
- Nella Dichiarazione di Helsinki il placebo è ammesso solo:
  - per imprescindibili... motivi di ordine metodologico ove comunque il rischio di danni seri od irreversibili, sia considerato basso. Una cautela estrema deve essere usata per evitare abusi. oppure
  - quando nessun trattamento sia al momento dello studio sia ritenuto efficace
- Nel CIOMS 2002 i soggetti dovrebbero essere confrontati con un intervento efficace e confermato. In alcune circostanze sarebbe accettabile l'uso di un braccio con placebo o nessun trattamento. Il placebo è ammesso solo:
  - quando non esiste un intervento efficace e di consenso,
  - quando la mancanza di questo intervento efficace e di consenso potrebbe esporre il soggetto al massimo a malesseri non gravi o ad un ritardo nella soppressione dei sintomi;
  - quando l'uso di un intervento efficace e di consenso come comparazione, non fornirebbe risultati scientificamente affidabili e l'uso del placebo non aggiungerebbe alcun rischio di danno irreversibile ai soggetti.

Nonostante queste affermazioni di principio il CIOMS ammette un utilizzo eccezionale del placebo in studi per sviluppare interventi terapeutici, preventivi o diagnostici in nazioni o comunità nelle quali non siano disponibili attualmente od in un futuro prossimo (solitamente per motivi economici o logistici). Se l'intervento studiato dovesse rendersi efficace e sicuro, esso dovrebbe essere reso disponibile per la popolazione.
- Per il Nuffield Council on Bioethics, l'uso del placebo è ammissibile a seconda della natura dello studio.

Tuttavia il principio di uguale rispetto non significa che dobbiamo comportarsi verso gli altri in modo uniforme, dal momento che le caratteristiche degli individui e delle loro circostanze saranno diverse. La parità di rispetto ci impone di affrontare le esigenze specifiche e le circostanze degli individui nel determinare come comportarsi nei loro confronti. Ciò che noi intendiamo come uguaglianza non significa che le persone debbano essere trattate in modo identico, ma piuttosto che dovrebbe essere fornita una evidente ragione per ogni differenza nel modo in cui trattiamo le diverse persone.
Così, eguale rispetto per i partecipanti nella ricerca, non comporta necessariamente che essi debbano ricevere parità di trattamento, indipendentemente da dove la ricerca viene condotta. Invece, le circostanze in cui la ricerca sarà condotta dovrà essere attentamente esaminata per stabilire se le variazioni in circostanze fornisce un motivo moralmente rilevante per offrire un differente standard di cura. Riteniamo che per determinare il livello appropriato di cure da fornire ai partecipanti nel gruppo di controllo di un processo di ricerca, debbano essere considerati dagli sponsor, ricercatori e comitati di etica della ricerca, una serie di fattori, che includerebbero:
- un progetto di ricerca adeguato per rispondere alla domanda della ricerca stessa (in alcuni casi può essere opportuno solo un disegno di ricerca per rispondere , in altri possono essere possibili un certo numero di differenti progetti di ricerca, in cui siano offerti diversi standard di cura al gruppo di controllo)
- la gravità della malattia e gli effetti dei trattamenti
- l'esistenza di uno standard universale di cura per la malattia o condizione di cui trattasi e la qualità delle prove
- lo standard di cura nel paese ospitante e le sponsorizzazioni per la malattia in fase di studio
- La standard di cure che possono essere offerte dal paese ospitante e dal paese dello sponsor per la malattia in fase di studio
- La standard delle cure che possono essere effettivamente effettuate nel paese ospitante nel corso ricerca
- La standard di cure che possono essere fornite nel paese ospitante su una base sostenibile.

[...]
Qualora non sia opportuno richiedere che uno standard universale delle cure sia fornito al gruppo di controllo, alla luce di tutte le circostanze pertinenti, sorgono domande su quale standard di cure debbano essere fornite. L'obiettivo ultimo della ricerca deve essere quello di fornire informazioni sul trattamento e altri interventi che possano poi essere utilizzati dai governi nazionali per garantire miglioramenti nella fornitura della assistenza sanitaria. Così, per ragioni di politica, sembra ragionevole prendere il paese come unità di messa a fuoco, come fanno i governi nazionali che, in generale, si assumono la responsabilità per la salute dei loro cittadini e che le decisioni circa la fornitura di assistenza sanitaria. Con la conoscenza delle risorse a loro disposizione, i governi a prendere decisioni circa il livello di assistenza che possono offrire per la prevenzione e il trattamento di malattie o condizioni specifiche. In tale contesto, hanno fissato obiettivi per il livello di cura che si propone di realizzare, spesso riconoscendo che non sarà possibile soddisfare questo obiettivo»
- the appropriate research design(s) to answer the research question (in some situations only one research design may be appropriate to answer the research question, in others a number of research designs, in which different standards of care are offered to the control group, may be possible)
- the seriousness of the disease and the effect of proven treatments
- the existence of a universal standard of care for the disease or condition in question and the quality of the supporting evidence
- the standard(s) of care in the host and sponsoring country(ies) for the disease being studied
- the standard(s) of care which can be afforded by the host and sponsoring country(ies)

for the disease being studied
- the standard(s) of care which can effectively be delivered in the host country(ies) during research
- the standard(s) of care which can be provided in the host country(ies) on a sustainable basis.

[...]
Where it is not appropriate to require that a universal standard of care be provided to the control group in the light of all the relevant circumstances, questions arise about what standard of care should be provided. The ultimate goal of research must be to provide information about treatment and other interventions which can then be used by national governments to ensure that improvements are made in the provision of healthcare. Thus, for policy reasons, it seems sensible to take the particular country as the unit of focus, as it is national governments which, by and large, take responsibility for the health of their citizens and which make decisions about the provision of healthcare. With knowledge of the resources available to them, governments make decisions about the level of care which they can provide for the prevention and treatment of specific diseases or conditions. In that context, they set targets for the level of care that they will strive to achieve, often recognising that it will not be possible to meet this goal»
( Nuffield Council on Bioethics, The ethics of research related to healthcare in developing countries (PDF). URL consultato il 28 settembre 2004 (archiviato dall'url originale il 28 settembre 2004).)
Per esempio si fa il caso della oncocercosi in cui si voglia comparare un nuovo farmaco (ivermectina) contro i vecchi farmaci (dietilcarbamazina o DEC e suramina), tossici. In questo caso secondo gli autori sarebbe molto meglio utilizzare i placebo.
- Il Good Clinical Practice è molto più libero nell'utilizzo del placebo. Nella lettura dei documenti appare evidente come uno degli scopi di tale documento sia aggirare le restrizioni all'utilizzo del placebo nella Dichiarazione di Helsinki.

( Copia archiviata (PDF), su ich.org. URL consultato il 14 aprile 2010 (archiviato dall'url originale il 2 agosto 2009).)
- Per il European Group on Ethics on Science and New Technology (EGE) gli studi con braccio di controllo con placebo, dovrebbero essere regolati con le stesse regole presenti in Europa. Una eccezione sarebbe quando il fine dello studio sia quello di semplificare o diminuire il costo di un trattamento, in nazioni in cui lo standard non sia disponibile per ragioni logistiche o di costo. Il tutto dovrebbe essere comunque approvato da un comitato etico.[3]

## Applicazione della Dichiarazione di Helsinki
Le controversie e le divisioni nazionali sul testo continuano ad libitum.
- La Food and Drug Administration statunitense ha rifiutato la versione del 2000 e le successive revisioni, riconoscendo solo la terza revisione (1989) (Wolinsky 2006) e, nel 2006, annunciò che voleva abolire tutti i riferimenti alla dichiarazione.
 Dopo alcune consultazioni, che si esprimevano con preoccupazione,[4] il 28 aprile 2008, da dichiarato che gli studi clinici effettuati al di fuori degli USA non avrebbero divuto seguire la dichiarazione di Helsinki, ma il Good Clinical Practice a partire dall'ottobre 2008.[5][6] Ciò ha fatto nascere in tutti gli stati, eccetto gli USA, una serie di preoccupazioni riguardo alla possibile (se non probabile) scarsezza di protezione per i soggetti delle ricerche[7][8][9][10][11][12][13] Il training per la protezione dei soggetti umani utilizzati nelle ricerche del National Institutes of Health (agenzia governativa statunitense per la ricerca biomedica) non fa più riferimento alla Dichiarazione di Helsinki.
- La Commissione europea, fa riferimento invece alla quarta revisione (1996). Ma la posizione è comunque è ambigua se non pilatesca:

(European Medicines Agency - Inspections - Good-clinical-practice compliance Archiviato il 22 marzo 2010 in Internet Archive.)